# Marián Krajčovič
Marián Krajčovič (* 27. ledna 1951) je bývalý československý fotbalista, záložník.

## Fotbalová kariéra
V československé lize hrál za Spartak Trnava. Nastoupil ve 31 ligových utkáních a dal 2 ligové góly. V Poháru mistrů evropských zemi nastoupil ve 2 utkáních. Ve druhé nejvyšší soutěži hrál za TŽ Třinec a během vojenské služby za Duklu Banská Bystrica.

## Ligová bilance
| Ročník                                   | Zápasy | Góly | Klub                  |
| ---------------------------------------- | ------ | ---- | --------------------- |
| 2. československá fotbalová liga 1971/72 | -      | -    | Dukla Banská Bystrica |
| 1. československá fotbalová liga 1973/74 | 20     | 2    | Spartak Trnava        |
| 1. československá fotbalová liga 1974/75 | 7      | 0    | Spartak Trnava        |
| 1. československá fotbalová liga 1975/76 | 4      | 0    | Spartak Trnava        |
| Česká národní fotbalová liga 1978/79     | -      | -    | TŽ Třinec             |
| Česká národní fotbalová liga 1981/82     | 26     | 2    | TŽ Třinec             |
| Česká národní fotbalová liga 1982/83     | 30     | 6    | TŽ Třinec             |
| Česká národní fotbalová liga 1983/84     | 28     | 2    | TŽ Třinec             |
| Česká národní fotbalová liga 1984/85     | 29     | 5    | TŽ Třinec             |
| Česká národní fotbalová liga 1985/86     | 26     | 5    | TŽ Třinec             |
| Česká národní fotbalová liga 1986/87     | 16     | 0    | TŽ Třinec             |
| CELKEM 1. liga                           | 31     | 2    |                       |